# نوزومی هیرویاما
نوزومی هیرویاما (به انگلیسی: Nozomi Hiroyama) بازیکن فوتبال اهل ژاپن و عضو تیم ملی فوتبال ژاپن است که در تاریخ ۰۴ اکتبر ۲۰۰۱ میلادی اولین بازی ملی‌اش را انجام داد. او در ۲ بازی ملی حضور داشت و آخرین بازی ملی خود را در تاریخ ۷ اکتبر ۲۰۰۱ میلادی انجام داد. نوزومی هیرویاما در بازی‌های ملی‌اش
گلی به ثمر نرساند.